# Suzuki Music Party
Suzuki Music Party è stato un programma televisivo italiano di genere varietà e musicale, andato in onda in prima serata su tutte le reti in chiaro del gruppo Warner Bros. Discovery Italia il 22 settembre 2024, condotto da Amadeus e Ilenia Pastorelli.

## Il programma
Il programma, prodotto da Warner Bros. Discovery Italia in collaborazione con Friends & Partner, ha ospitato artisti del panorama musicale italiano che hanno presentato i loro nuovi brani dell'autunno, accompagnate dai classici del loro repertorio, seguiti da un'intervista con i conduttori del programma.
Il primo evento è stato registrato il 17 settembre 2024 all'Allianz Cloud di Milano.

## Edizioni
| Edizione | Anno | Messa in onda     | Conduzione | Conduzione        | Location                | Trasmissione | Ascolti       | Ascolti |
| Edizione | Anno | Messa in onda     | Conduzione | Conduzione        | Location                | TV           | Telepettatori | Share   |
| -------- | ---- | ----------------- | ---------- | ----------------- | ----------------------- | ------------ | ------------- | ------- |
| 1ª       | 2024 | 22 settembre 2024 | Amadeus    | Ilenia Pastorelli | Allianz Cloud di Milano | Nove         | 628 000       | 4,60%   |

### Prima edizione (2024)
- Artisti partecipanti: Anna, Tananai, Fiorella Mannoia, Lazza, Massimo Pericolo, Emis Killa, Emma, Baby Gang, Achille Lauro, Simba La Rue, Ornella Vanoni, Merk & Kremont, Clara, La Rappresentante di Lista, Tredici Pietro, Francesca Michielin, Mecna, Fudasca, Paola & Chiara, BigMama e Benji & Fede.[9][10]